# Меджидія
Меджидія (рум. Medgidia) — місто у Румунії, у повіті Констанца. 43,8 тисяч мешканців (2002).

## Історія
Місцевість Чорнаводської долини (Карасу) була заселена з неолітичного часу. В 46 до Р. Х. захоплена Римом, який побудував військову базу. 1417 турки захопили і колонізували Добруджу. Село було названо Карасу (тур. Karasu - «Чорна вода») за давньою болгарською назвою місцевості — «Чорна вода». Місто було перейменоване у 1865 на Меджідіє за проханням мешканців на честь турецького султана Абдул-Меджида, який переселив сюди нових колоністів. У 1878 році росіяни захопили Меджидію і передали Румунії.

## Господарство
Транспортний вузол. Один із центрів виробництва будматеріалів в країні, створений за роки народної влади. У Меджидії знаходяться механічний завод (запасні частини для автомобілів і тракторів, сільськогосподарських машин, устаткування для прибирання очерету), підприємства харчової промисловості .